# Gouvernement Tindemans III
Pour les articles homonymes, voir Gouvernement Tindemans.
Royaume de Belgique
Tindemans II Tindemans IV
Le gouvernement Tindemans III était une coalition de sociaux-chrétiens et de libéraux. Elle compte 24 ministres et 3 secrétaires d'État.
Malgré le changement de coalition, certaines sources considèrent toujours ce gouvernement comme le gouvernement Tindemans I.

## Composition
| Ministère | Nom                      | Parti |
| --- | ------------------------ | ----- |
| Premier ministre | Leo Tindemans            | CVP   |
| Ministre de la Défense nationale et des affaires bruxelloises                                                                                          | Paul Vanden Boeynants    | PSC   |
| Ministre des Finances | Willy De Clercq          | PVV   |
| Ministre des Affaires étrangères et de la coopération au développement                                                                                 | Renaat Van Elslande      | CVP   |
| Ministre de la Santé publique et de la Famille | Jos De Saeger            | CVP   |
| Ministre de la Justice | Herman Vanderpoorten     | PVV   |
| Ministre de la Réforme des Institutions | Michel Toussaint         | PRLW  |
| Ministre de l'Emploi, du Travail et des Affaires wallonnes, aménagement du territoire et Logement                                                      | Alfred Califice          | PSC   |
| Ministre de l'Agriculture | Albert Lavens            | CVP   |
| Ministre des Communications | Jos Chabert              | CVP   |
| Ministre des Travaux publics | Louis Olivier            | PRLW  |
| Ministre de l'Éducation nationale | Antoine Humblet          | PSC   |
| Ministre de la Culture néerlandaise et des Affaires flamandes                                                                                          | Rika De Backer-Van Ocken | CVP   |
| Ministre de l'Éducation nationale | Herman De Croo           | PVV   |
| Ministre de la Réforme des Institutions | Robert Vandekerckhove    | CVP   |
| Ministre de l'Intérieur | Joseph Michel            | PSC   |
| Ministre du Commerce extérieur | Étienne Knoops           | PRLW  |
| Ministre des Classes moyennes | Léon Hannotte            | PRLW  |
| Ministre de la Prévoyance Sociale | Luc Dhoore               | CVP   |
| Ministre de la Culture française, adjoint pour le Logement au secrétaire des Affaires bruxelloises                                                     | Henri-François Van Aal   | PSC   |
| Ministre des Pensions, secrétaire d'État aux affaires sociales, adjoint au ministre des Affaires wallonnes                                             | Marcel Plasman           | PSC   |
| Ministre de la Fonction publique | André Kempinaire         | PVV   |
| Ministre du Budget et de la Politique scientifique | Gaston Geens             | CVP   |
| Ministre adjoint au ministre des affaires économiques, chargé des compétences régionales pour la Région wallonne en matière de Forêts, Chasse et Pêche | Charles Cornet d'Elzius  | PRLW  |
| Secrétariat d'État | Nom                      | Parti |
| Secrétaire d'État à l'Environnement, adjoint aux Forêts, à la Chasse et à la Pêche (affaires flamandes)                                                | Karel Poma               | PVV   |
| Secrétaire d'État à l'économie régionale et à l'Aménagement du Territoire et au Logement (affaires flamandes)                                          | Mark Eyskens             | CVP   |
| Secrétaire d'État adjoint à l'Économie régionale (affaires bruxelloises)                                                                               | August De Winter         | PVV   |